# Ralph Steinhauer
Ralph Garvin Steinhauer, OC (* 8. Juni 1905 in Morley, Alberta; † 19. September 1987 in Edmonton, Alberta) war ein kanadischer Politiker. Von 1974 bis 1979 war er Vizegouverneur der Provinz Alberta.

## Biografie
Nach dem Tod seines Vaters, einem Cree-Indianer, zog Steinhauers Mutter 1908 nach Saddle Lake, wo sie erneut heiratete. Ihr neuer Ehemann adoptierte die Kinder. Steinhauer besuchte die Residential School in Brandon. 1928 heiratete er Isabel Florence Margaret Davidson, mit der er fünf Kinder hatte. Unter dem Namen Florence Steinhauer wurde sie eine bekannte Klavierpädagogin, unter anderem als eine Lehrerin von Helmut Kallmann.
Zu Beginn seines Berufslebens war Steinhauer Beamter. Seine Bewerbung zum stellvertretenden Postamtsvorsteher wurde aufgrund seiner indianischen Herkunft abgelehnt. Später konnte er diese Stelle jedoch erlangen. Er arbeitete auch als Landwirt und erwarb einen Bauernhof in Brosseau im Indianerreservat von Saddle Lake.
1923 trat Steinhauer den United Farmers of Alberta bei. Vierzig Jahre später wurde er für den Wahlbezirk Vegreville nominiert, konnte sich bei der Wahl allerdings nicht durchsetzen. Er war Mitbegründer der Weizenbauerngenossenschaft Alberta Wheat Pool und Bezirkspräsident der Farmers’ Union. 34 Jahre lang gehörte er dem Stammesrat von Saddle Lake und war drei Jahre lang Häuptling. Er setzte sich engagiert für die Indianer in Alberta ein und war in vielen Vereinigungen involviert, die sich demselben Ziel verschrieben hatten. 
Am 2. Juli 1974 wurde Steinhauer auf Empfehlung von Premierminister Pierre Trudeau zum Vizegouverneur der Provinz Alberta ernannt. Nachdem er sein Amt am 18. November 1979 an seinen Nachfolger übergeben hatte, kehrte er auf seine Farm bei Saddle Lake zurück. Er war der erste Vizegouverneur Albertas mit indianischen Wurzeln. Steinhauer starb am 19. September 1987 in Edmonton und wurde auf dem United Church Cemetery zu Grabe getragen.

## Ehrungen
In den 1960er und 1970er Jahren erhielt Steinhauer mehrere Ehrungen, die alle auf seinem politischen Engagement fußen. 1976 erhielt er die Ehrendoktorwürde der University of Alberta im Fach der Juristik, drei Jahre später wurde er von der University of Calgary mit derselben Würdigung ausgezeichnet.